# CGロボ
CGロボ（シージーロボ）は1992年12月〜1993年にバンダイから発売された変形ロボット玩具シリーズ。

## 概要
人気シリーズ『マシンロボ』の後継として企画され、マシンロボ 600のリメイク要素も持つシリーズ。「マシンロボ」の表記はパッケージなどにはないが、後継商品として企画され、600シリーズよりも一回り大きい。当時の価格は1500円。
PV・CMでは当時の先端技術であるポリゴンによるCG画像が使われたが、名称の「CG」はコンピュータグラフィックスと「Change&Glow Robot（変形と発光能力を持ったロボット）」のダブルミーニングと設定されている。CG制作はポリゴン・ピクチュアズ。
ヨーロッパではROBO MACHINESのタイトルで販売が行われた。
マシンロボ600同様の変形機構に加え内蔵ボタン電池（LR-41×2個・交換不可）による発光・サウンドギミックを持つが、マシンロボほどの人気は得られず短期で展開を終了した。
蒸気機関車から変形するエスエルシージー、マシンロボ600の人気アイテム・ロッドドリルロボをリメイクしたドリルシージーも発売予定があったが実現はしなかった。これらは書籍「マシンロボウェッジ マシンロボ大全集」（ミリオン出版）にてデザイン画が掲載されている。

## ラインナップ
CG-01 パトカーシージー
CG-02 ファイアーシージー
CG-03 レスキューシージー
CG-04 キャリアシージー
CG-05 ヨンクシージー
CG-06 スパイシージー
CG-07 アーマーシージー
CG-08 のぞみシージー
CG-09 ダンプシージー
CG-10 クレーンシージー
CG-11 シャベルシージー
CG-12 つばさシージー
CG-13 ドーザーシージー
CG-14 シャトルシージー